# 大头羽裂风毛菊
大头羽裂风毛菊（学名：Saussurea lyratifolia）是菊科风毛菊属的植物，为中国的特有植物。茎高60厘米，基部被暗褐色的残叶鞘，上部密被白色柔毛，中下部较疏。分布于中国大陆的西藏等地，生长于海拔3,800米的地区，一般生长在桦木林下，目前尚未由人工引种栽培。